# Siphonostylis lazica
Siphonostylis lazica là một loài thực vật có hoa trong họ Diên vĩ. Loài này được W. Schulze miêu tả khoa học đầu tiên.